# Jan Rozmarynowski

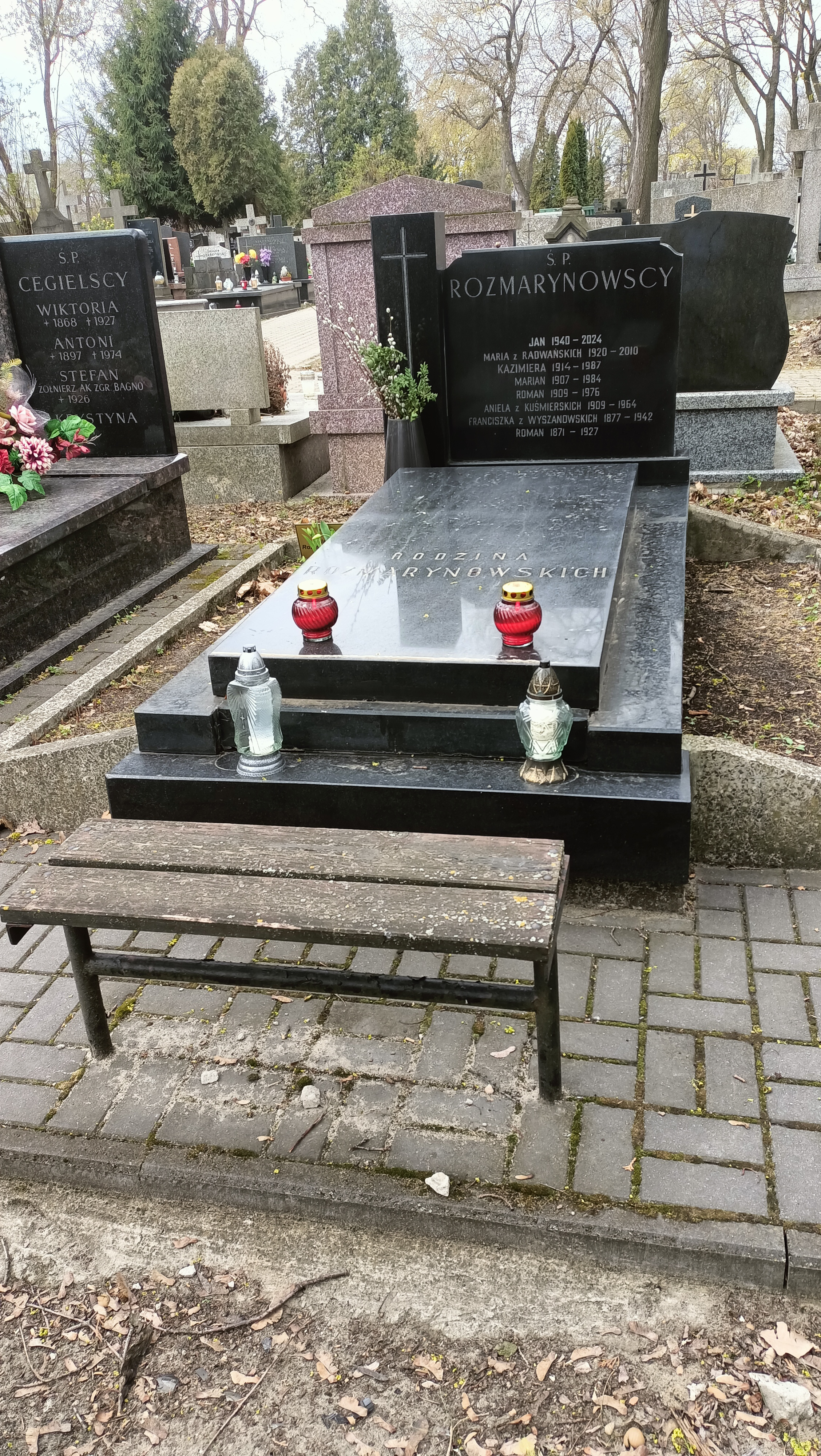
Grób Jana Romarynowskiego na cmentarzu Bródnowskim w Warszawie

Jan Rozmarynowski (ur. 8 lipca 1940 w Warszawie, zm. 12 listopada 2024 tamże) – polski fotoreporter sportowy, specjalizujący się w fotografowaniu dyscyplin atletycznych, głównie kulturystyki, podnoszenia ciężarów i trójboju siłowego. 

## Życiorys
Urodził się w Warszawie na Woli. W 1961 roku zaczął zawodowo uprawiać fotografię, którą interesował się od dziecka. Jednocześnie pasjonował się stawiającą wtedy w Polsce pierwsze kroki kulturystyką. Jeden z czołowych zawodników w tej dyscyplinie, uczestnik turniejów kulturystycznych w Polsce w latach 60. W latach 1962–1963 startował w słynnych zawodach na kortach w Sopocie, zajmując finałowe miejsca. Współzałożyciel najstarszego polskiego klubu kulturystycznego – warszawskiego "Herkulesa", którego był wieloletnim prezesem i członkiem zarządu. Współpracował z czasopismami: Sport dla Wszystkich, Dysk Olimpijski, Wiadomości Sportowe, Sportowiec, Atleta, Magazyn Kulturystyczny Jacek. Był autorem setek zdjęć zamieszczonych w czasopismach, książkach i innych branżowych wydawnictwach związanych z kulturystyką, dokumentujących jej historię w Polsce niemal od zarania. W czasie Mistrzostw Świata Kobiet i Par w Warszawie w 1993 roku został wyróżniony nagrodą IFBB "Certificate of merit".
Został pochowany na cmentarzu Bródnowskim w Warszawie (kwatera 38E, rząd 5, numer 2)